# Los Plans (Vilamitjana)
Los Plans són uns planes al·luvials del terme municipal de Tremp, dins de l'antic terme de Vilamitjana, a la comarca del Pallars Jussà.
Estan situats a l'oest i sud-oest de la vila de Vilamitjana, a l'esquerra de la Noguera Pallaresa. Al nord té la partida de los Arenys, i al sud, el barranc dels Inerts. El límit de llevant el marquen la mateixa Vilamitjana i la carretera C-1412b.
Los Plans és una part dels plans esmentats el 973 sota el nom, en llatí tarda o baixmedieval plano ante podium de Pug Cercoso («pla davant del puig de Puigcercós»).